# Вулиця Роберта Лісовського (Київ)
Ву́лиця Ро́берта Лісо́вського — вулиця в Дніпровському районі міста Києва, місцевість Ліски. Пролягає від Слобожанської до Віскозної вулиці.
Прилучається вулиця Павла Усенка.

## Історія
Вулиця виникла в 50-ті роки XX століття під назвою Нова, назву Новомосковський провулок набула 1955 року. 1963 року отримала назву вулиця Академіка Бутлерова, на честь російського хіміка Олександра Бутлерова.
Сучасна назва  на честь українського художника-графіка Роберта Лісовського — з 2023 року.

## Установи та заклади
- Українська корпорація «Тваринпром» (буд. № 1);
- Київська фетрова фабрика «Стиль модерн» (буд. № 1);
- Деревообробний комбінат «Арсенал» (буд. № 3).